# Ivanovo Selo
Ivanovo Selo (lokalni naziv: Pemija, češki: Janova ves, njemački: Johannisdorf) je naselje u Republici Hrvatskoj u Bjelovarsko-bilogorskoj županiji, u sastavu općine Grubišno Polje. 
Ivanovo Selo je nastalo 1825., a osnovali su ga doseljenici s područja tadašnje Češke, Moravske i Šleske koje su, poput područja Hrvatske, bili u sastavu tadašnjeg Austrijskog Carstva. Službeni naziv ovog mjesta je od 1825. do 1869. bio Johannisdorf. 

## Zemljopis
Ivanovo Selo je smješteno oko 10 km istočno od Grubišnoga 
Polja, susjedna sela su Treglava na sjeveru, Rastovac na istoku i Donja Rašenica na zapadu.

## Znamenitosti
Nedaleko Ivanova Sela nalaze se ruševine kaštela Kontovaca.

## Stanovništvo
Prema popisa stanovništva iz 2001. Ivanovo Selo je imalo 326 stanovnika, dok je prema popisu iz 1991. godine imalo 441 stanovnika. 
Prema popisu stanovništva iz 2011. godine, naselje je imalo 264 stanovnika.
| broj stanovnika | 573   | 711   | 853   | 879   | 855   | 842   | 814   | 775   | 754   | 804   | 773   | 726   | 560   | 441   | 326   | 264   | 215   |
|                 | 1857. | 1869. | 1880. | 1890. | 1900. | 1910. | 1921. | 1931. | 1948. | 1953. | 1961. | 1971. | 1981. | 1991. | 2001. | 2011. | 2021. |

## Domovinski rat
Ivanovo selo je dalo svoj obol u obrani Hrvatske od velikosrpske agresije na način da su se mnogi mještani aktivno uključili u obranu Bilogore i zapadne Slavonije, počevši od akcije Bilogora '91., a poslije i cijele Hrvatske, sudjelujući u akcijama Bljesak i Oluja.
Najteži trenutak Ivanovo selo je doživjelo 21. rujna 1991. prilikom direktnog napada četnika iz susjednih sela uz potporu tzv. JNA;  velikosrbi su upali u selo iz više pravaca i ubili 7 talaca gađajući skupinu od 20-ak nenaoružanih mještana, koji su bili sakupljeni iz okolnih kuća i dovedeni kao taoci na glavno seosko raskrižje, ispalivši na njih protuoklopnu raketu s obližnjeg borbenog oklopnog vozila. Pritom je ranjeno još 12 mještana, a 1 osoba je nestala. 
Mještani sela koji su služili u Zboru narodne garde u Daruvaru, Grubišnom polju i ostalim okolnim mjestima su odmah organizirali silovit protunapad oslobodivši mjesto.

## Kultura
Iako su došli već 1826., svoju kulturnu udrugu Češku besedu su osnovali znatno poslije - tek peti naraštaj ovdašnjih Čeha.